# Tipula (Microtipula) fiebrigi
Tipula (Microtipula) fiebrigi is een tweevleugelige uit de familie langpootmuggen (Tipulidae). De soort komt voor in het Neotropisch gebied.